# Amélie Niermeyer
Amélie Niermeyer (* 14. Oktober 1965 in Bonn) ist eine deutsche Theaterregisseurin, Opernregisseurin und Regieprofessorin am Mozarteum Salzburg und dort Leiterin des Studiengangs für Schauspiel und Regie am Thomas Bernhard-Institut.

## Werdegang
Niermeyer erwarb 1983 ein High-School-Diplom in St. Louis, USA, und das Abitur 1984 in Bonn. Von 1984 bis 1986 hospitierte sie am Schauspiel Bonn, wo sie mit der Pädagogium-Theatergruppe Bonn ihre ersten Regiearbeiten durchführte.
Bei einer Reise durch Australien besuchte sie eine Drama-School und absolvierte einen Regiekurs mit Regieassistenz im New Theatre in Sydney. Von 1986 bis 1989 studierte sie Germanistik an den Universitäten Bonn und München.
Von 1988 bis 1990 war sie Regieassistentin am Bayerischen Staatsschauspiel. Von 1990 bis 1992 führte sie dort Regie und errang 1991 mit der Inszenierung von Bettina Fless’ Memmingen, einem Stück über Abtreibung, Aufmerksamkeit. Auch Schreib mich in den Sand von Inez van Dullemen, ein Stück über Inzest, stieß aufgrund seiner Brisanz auf Publikumsinteresse. Neben diesem zeitgenössischen Stück standen Klassiker wie Frühlings Erwachen (1992) und Iphigenie auf Tauris (1993). 1992 wurde Niermeyer mit dem Förderpreis für Frauenforschung und Frauenkultur der Stadt München ausgezeichnet.
Von 1991 bis 1993 war sie Oberspielleiterin am Theater Dortmund, von 1993 bis 1995 kehrte sie als Hausregisseurin ans Münchner Staatsschauspiel zurück. 1995 wechselte sie an das Schauspiel Frankfurt, wo sie Oberspielleiterin wurde und zum Beispiel 1996 Miss Sara Sampson inszenierte. Sie gastierte unter anderem in München, Weimar, Jakarta, Los Angeles, am Thalia Theater in Hamburg und am Deutschen Theater Berlin.
Von 2001 bis 2005 leitete sie als Generalintendantin das Theater in Freiburg im Breisgau. Dort inszenierte sie 2002 Ein Sommernachtstraum und Wie es euch gefällt. Zusammen mit der Generalmusikdirektorin Karen Kamensek inszenierte sie unter anderem folgende Werke: Turandot (Puccini), Rigoletto und Aida (Verdi), Der Liebestrank und Lucia di Lammermoor (Donizetti), Hoffmanns Erzählungen und Die schöne Helena (Jacques Offenbach), Rusalka (Dvořák), Don Giovanni und Così fan tutte (Mozart), Fidelio (Ludwig van Beethoven). In der überregionalen Presse wurde die künstlerische Ausrichtung ihrer Intendanz wiederholt kritisiert. Ihren Vertrag beendete sie vorzeitig.
2006 wurde sie Generalintendantin am Düsseldorfer Schauspielhaus. Drei Jahre später kündigte sie an, ihren 2011 auslaufenden Vertrag nicht verlängern zu wollen. Ihre letzte Inszenierung dort war im Mai 2011 eine Düsseldorfer Fassung mit Szenen von Lutz Hübner/Sarah Nemitz und Martin Heckmanns auf der Grundlage von Nur Pferden gibt man den Gnadenschuss von Horace McCoy aus dem Jahre 1935.
Seit 2011 ist sie Regieprofessorin am Salzburger Mozarteum und leitet dort den Studiengang für Schauspiel und Regie, das Thomas Bernhard-Institut.
Seit 2007 ist sie auch als Opernregisseurin tätig, wobei vor allem ihre frühen Produktionen von der Kritik ungnädig aufgenommen wurden. Nach diesen Arbeiten an der Deutschen Oper am Rhein in Düsseldorf inszenierte sie Wozzeck von Alban Berg, La clemenza di Tito von Wolfgang Amadeus Mozart, Rigoletto von Giuseppe Verdi und die szenische Erstaufführung von Max Brands Stormy Interlude in Salzburg sowie Veremonda von Francesco Cavalli bei den Schwetzinger Festspielen und La Favorite von Gaetano Donizetti mit Elīna Garanča an der Bayerischen Staatsoper München. In der Spielzeit 2016/17 folgte Elisabetta von Gioachino Rossini am Theater an der Wien. 2020 inszenierte sie an der Wiener Staatsoper Beethovens Fidelio in der Urfassung von 1805 und einem neuen Libretto von Moritz Rinke.
Für das Residenztheater München brachte sie Rottweiler von Thomas Jonigk, Hedda Gabler von Henrik Ibsen, Maria Stuart von Friedrich Schiller, Was ihr wollt von William Shakespeare und zuletzt Rückkehr in die Wüste von Bernard-Marie Koltès auf die Bühne. Vielfach verkörperte darin Juliane Köhler eine der Hauptrollen.
Niermeyer lebt in München, ist geschieden und hat einen Sohn.